# Francova Lhota
Francova Lhota település Csehországban, Vsetíni járásban. Francova Lhota Lužná, Horní Lideč, Valašská Senice, Lidečko, Střelná és Zděchov településekkel határos. Lakosainak száma 1483 fő (2024. január 1.).

## Népesség
A település lakosságának változását az alábbi diagram mutatja:
| Lakosok száma | 1363 | 1443 | 1620 | 1345 | 1578 | 1635 | 1584 | 1558 | 1483 | 1483 |
|               | 1869 | 1890 | 1921 | 1950 | 1980 | 2001 | 2017 | 2019 | 2022 | 2024 |